# Algolsheim
Algolsheim je občina v departmaju Haut-Rhin francoske regije Alzacija.
Leta 2011 je v občini živelo 1181 oseb oz. 164 oseb/km².